# Bound for Glory (2013)
Bound for Glory (2013) foi um evento pay-per-view de wrestling profissional realizado pela Total Nonstop Action Wrestling, que ocorreu no dia 20 de outubro de 2013 no Viejas Arena na cidade de San Diego, Califórnia. Esta foi a nona edição da cronologia do Bound for Glory, que é considerado o evento de abertura do ano para a TNA.

## Produção

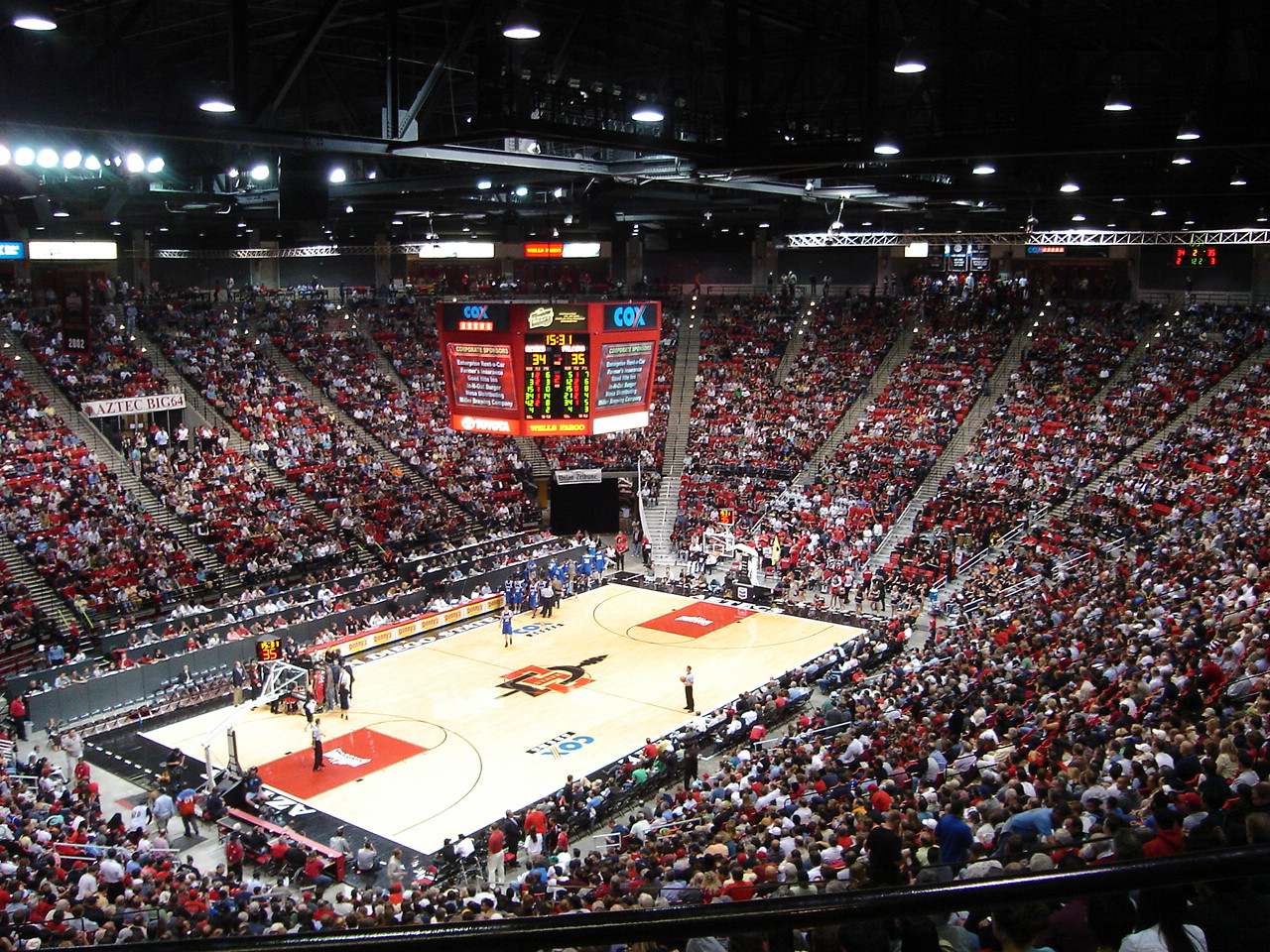
A Viejas Arena, lugar onde será realizado o evento.

O evento foi anunciado pela primeira vez no Impact Wrestling em 30 de maio de 2013, sendo também anunciado que o evento deste ano aconteceria no Viejas Arena em San Diego, Califórnia. A presidente da TNA, Dixie Carter, afirmou: "Estou realmente ansiosa para trazer o nosso maior evento em pay-per-view do ano para San Diego pela primeira vez. Desde 2005, o Bound for Glory trouxe fãs de todo o mundo em conjunto para desfrutar de um fim de semana lotado de diversão e competição intensa, e estou muito feliz que tenhamos a ensolarada costa sul da Califórnia como nosso palco." Os bilhetes foram serão postos a venda em 7 de junho.
Uma semana antes, a presidente da TNA também afirmou que durante o Slammiversary XI, seria revelado o indicado a classe de 2013 do Hall da Fama, que seria introduzido a tal em 19 de outubro de 2013, um dia antes do Bound for Glory.
Como todos os anos, a TNA organizará a sua anual Bound for Glory VIP Weekend com sua Bound for Glory Fan InterAction, dando a oportunidade aos fãs para chegar perto dos seus lutadores favoritos para autógrafos, fotografias e conversas em 19 de outubro de 2013, um dia antes do evento.
Em 12 de setembro de 2013, a presidente da TNA também anunciou um pré-show para Bound for Glory que será transmitido pela Spike TV uma hora antes do início do evento.

## Antes do evento
Bound for Glory teve lutas de wrestling profissional envolvendo diferentes lutadores com rivalidades e storylines pré-determinadas que se desenvolveram no Impact Wrestling — programa de televisão da Total Nonstop Action Wrestling (TNA). Os lutadores interpretaram um vilão ou um mocinho seguindo uma série de eventos para gerar tensão, culminando em várias lutas.

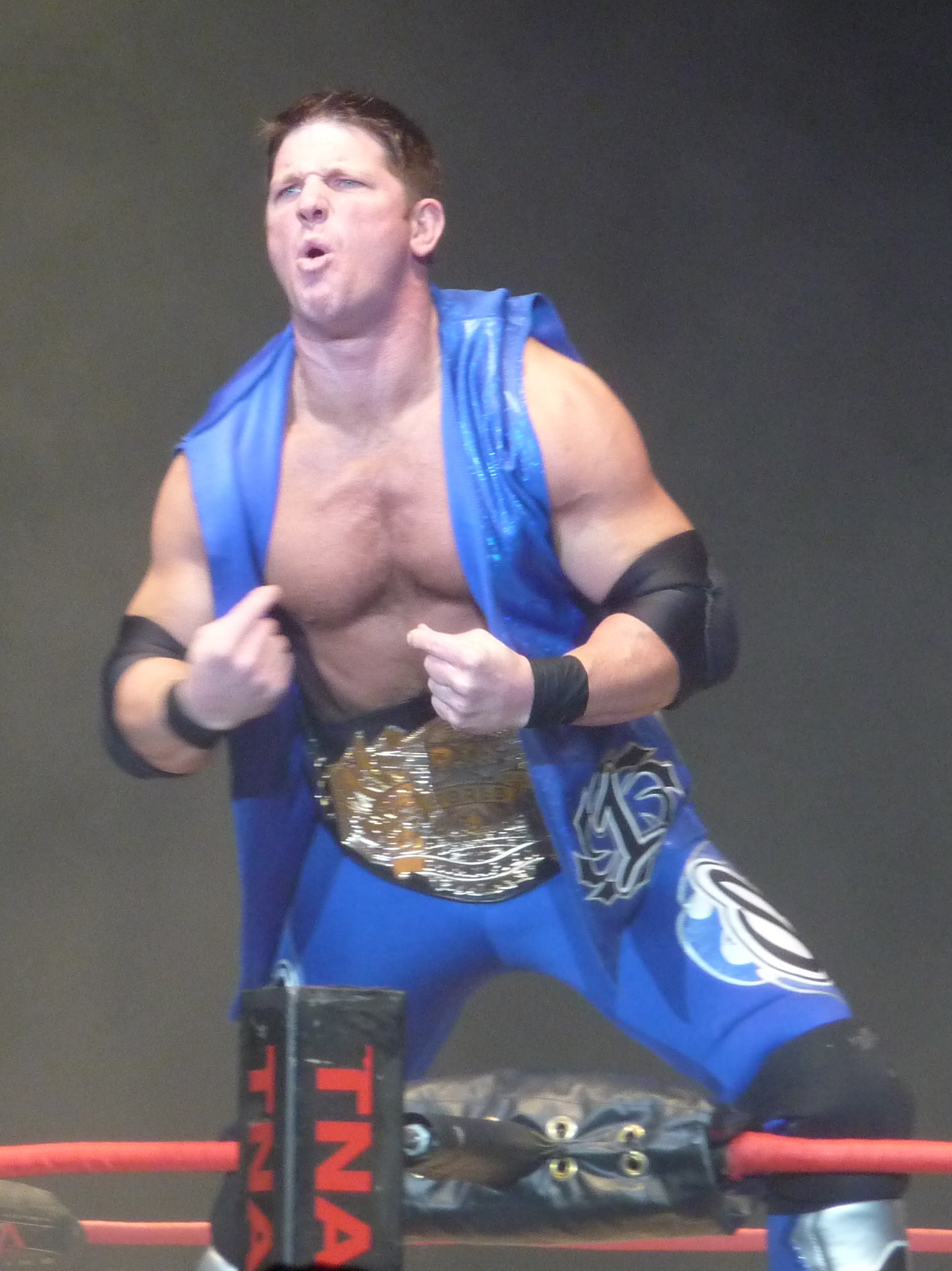
A.J. Styles, vencedor do Bound for Glory Series 2013, enfrentará Bully Ray pelo TNA World Heavyweight Championship no Bound for Glory.

Na edição de 6 de junho de 2013 do Impact Wrestling, da mesma forma que nos dois anos anteriores, a TNA anunciou um torneio entre doze lutadores chamado de Bound for Glory Series para determinar o desafiante número um ao TNA World Heavyweight Championship no Bound for Glory. Os doze homens se enfrentaram em lutas realizadas em pay-per-views, nos programas de televisão da TNA e em eventos não televisionados, recebendo pontos baseado em seu desempenho. No Impact Wrestling 5 de setembro, a primeira fase teve seu fim, tendo A.J. Styles, Magnus, Austin Aries e Bobby Roode avançado a segunda fase. No Impact Wrestling: No Surrender, Styles derrotou Aries e Magnus venceu Roode nas semifinais. No mesmo dia, Styles derrotou Magnus para vencer o Bound for Glory Series de 2013 se tornando o desafiante do campeão mundial dos pesos-pesados Bully Ray no Bound for Glory. No dia 18 de outubro, a presidente da TNA Dixie Carter anunciou que o combate seria uma luta sem desqualificações.
Em 12 de setembro de 2013, Dixie Carter anunciou um pré-show para Bound for Glory que seria transmitido pela Spike TV uma hora antes do início do Bound for Glory. No dia 1 de outubro, foi anunciado uma luta gauntlet de duplas para este pré-show entre Bad Influence (Christopher Daniels e Kazarian), Joseph Park e Eric Young, Chavo Guerrero e Hernandez e The Bro-Mans (Robbie E e Jessie Godderz) para determinar os desafiantes de Gunner e James Storm pelo TNA World Tag Team Championship durante o Bound for Glory.
No Impact Wrestling de 19 de setembro, Jeff Hardy derrotou o campeão da X Division Manik em uma luta sem o título em jogo. Logo após, Chris Sabin atacou Manik, de modo que Hardy veio o ajudar. Na semana seguinte, Manik derrotou Sabin em um combate pelo Campeonato da X Division. No Impact Wrestling de 3 de outubro, Manik e Jeff Hardy derrotaram Chris Sabin e Kenny King em uma luta de duplas. Após a luta, Sabin novamente atacou Manik e Hardy. Austin Aries, que estava na mesa dos comentaristas, desafiou Manik, Sabin e Hardy para um combate no Bound for Glory pelo Campeonato da X Division. Jeff Hardy porém, só concordou em participar se fosse uma luta Ultimate X, que Manik concordou.  No episódio do Impact Wrestling de 10 de outubro, Samoa Joe anunciou sua entrada no combate, tornando-se no quinto participante.
No Impact Wrestling: No Surrender, Magnus perdeu a final do Bound for Glory Series para A.J. Styles. Durante essa luta, os The Extraordinary Gentlemen's Organization (E.G.O.) (Bobby Rodde, Christopher Daniels e Kazarian) atacaram ambos os lutadores. Na semana seguinte, os E.G.O. derrotaram a The Main Event Mafia (Magnus, Samoa Joe e Sting) após Roode fazer o pinfall em Magnus. No Impact Wrestling de 26 de setembro, os E.G.O. voltaram a atacar Magnus, fazendo com que ele não pudesse participar de uma luta entre a Main Event Mafia e os Aces & Eights. Uma semana depois, Magnus foi derrotado pelos E.G.O. em uma luta gauntlet. Após o combate, Magnus se mostrou frustrado pelo seus últimos resultados e por não aproveitar as chances que lhe foram dadas. Sting porém apareceu e disse que iria colocar Magnus "no mapa", o desafiando para uma luta no Bound for Glory, que Magnus aceitou.
Na edição de 10 de outubro do Impact Wrestling, Christopher Daniels e Kazarian anunciaram a indução de Bobby Roode ao "Hall da Fama do E.G.O.", o que levou a Roode afirmar que ele é quem deveria ter sido selecionado ao Hall da Fama da TNA em vez de Kurt Angle. Este, em seguida, retornou após um hiato, e atacou todos os três membros do E.G.O. e desafiou Roode para um combate no Bound For Glory, que ele aceitou.
Na edição de 3 de outubro do Impact Wrestling, Velvet Sky e Brooke deveriam se enfrentar em uma luta pela vaga de desafiante número um ao TNA Knockouts Championship de ODB no Bound for Glory; no entanto, Lei'D Tapa fez sua estreia e atacou Sky. Na semana seguinte, Brooke derrotou Sky para ganhar uma vaga numa luta three-way no Bound for Glory pelo Women's Knockout Championship juntamente com Gail Kim.

## Resultados
| No.                           | Lutas | Estipulações                                                                              | Duração |
| ----------------------------- | --- | ----------------------------------------------------------------------------------------- | ------- |
| Pré-show                      | The BroMans (Jessie Godderz e Robbie E) (com Mr. Olympia) derrotaram Joseph Park e Eric Young, Bad Influence (Christopher Daniels e Kazarian) e Chavo Guerrero e Hernandez - Christopher Daniels e Kazarian derrotaram Chavo Guerrero e Hernandez (07:42) - Joseph Park e Eric Young derrotaram Christopher Daniels e Kazarian (17:06) - Jessie Godderz e Robbie E derrotaram Joseph Park e Eric Young (22:14) | Luta gauntlet de duplas para determinar os desafiantes ao TNA World Tag Team Championship | 22:14   |
| 1                             | Chris Sabin (com Velvet Sky) derrotou Manik (c), Jeff Hardy, Austin Aries e Samoa Joe | Luta Ultimate X pelo TNA X Division Championship                                          | 12:00   |
| 2                             | The BroMans (Jessie Godderz e Robbie E) (com Mr. Olympia) derrotou GunStorm (Gunner e James Storm) (c) | Luta de duplas pelo TNA World Tag Team Championship                                       | 11:42   |
| 3                             | Gail Kim derrotou ODB (c) e Brooke | Luta Three-Way pelo TNA Knockouts Championship                                            | 10:23   |
| 4                             | Bobby Rodde derrotou Kurt Angle | Luta individual                                                                           | 20:58   |
| 5                             | Ethan Carter III derrotou Norv Fernum | Luta individual                                                                           | 03:26   |
| 6                             | Magnus derrotou Sting | Luta individual                                                                           | 11:05   |
| 7                             | A.J. Styles derrotou Bully Ray (c) (com Brooke) | Luta sem desqualificações pelo TNA World Heavyweight Championship                         | 20:28   |
| (c)- Campeão(s) antes da luta | |                                                                                           |         |